# Shino Aburame
Shino Aburame (油女 シノ?, Aburame Shino) è un personaggio del manga ed anime Naruto, scritto e disegnato dal mangaka Masashi Kishimoto. Fa parte del Team Kurenai, capitanato da Kurenai Yuhi, e si trova in squadra con Hinata Hyuga e Kiba Inuzuka.

## Il personaggio
Shino è un tipo molto riservato, freddo, abbastanza misterioso e molto permaloso. Ha un aspetto misterioso, infatti il suo viso è il più possibile coperto sia nella prima che nella seconda serie. In quest'ultima si presenta con un nuovo look: possiede un cappotto con il collo più alto e nero e gli occhiali scuri hanno una forma diversa. Shino è specializzato negli inseguimenti e nelle missioni di sopravvivenza e le sue tecniche si basano sul controllo degli insetti. Raramente sorride o mostra alcuna emozione. Shino è estremamente intelligente e pone costantemente dei giudizi sagaci ed un ragionamento preciso che conferma le sue eccellenti abilità analitiche e d'osservazione seconde solo a quelle di Shikamaru Nara. Dietro il suo atteggiamento stoico, comunque Shino dimostra di tenere ai suoi compagni di squadra. Trascorre il suo tempo libero, catturando e studiando gli insetti. Proprio per queste sue passioni e per il suo aspetto misterioso, Shino viene apostrofato con il termine di "terrificante".

### Rapporti con altri personaggi
Il gruppo cui fa parte Shino è sicuramente quello che ha trovato prima di tutti gli altri una certa armonia: i componenti di questo team, difatti, non solo si allenano sempre tutti assieme, ma anche dopo gli esercizi amano trascorrere molto tempo insieme. Nel loro tempo libero, difatti, i tre giovani si dedicano ai loro hobby preferiti e quello di Shino è sicuramente quello di allenare i propri insetti. In un certo senso troviamo una sorta di analogia tra Shino e il suo compagno di squadra Kiba Inuzuka: entrambi, in effetti, vivono in simbiosi con i loro rispettivi animali; Kiba con il cane e Shino con gli insetti. Divertenti sono le gaffe che lo vedono nel primo incontro con Naruto nella seconda parte del manga: Naruto non lo riconosce a causa del suo vestiario mentre riconosce subito Kiba, Akamaru e Hinata Hyuga. Questo da molto fastidio a Shino, poiché capita molto spesso, in alcuni scene divertenti dell'anime (le gaffe di fine puntata), che qualcuno si dimentichi di lui. Caratteristica che condivide con suo padre quando si trova assieme ai suoi vecchi compagni.
In una delle gaffe a fine puntata, Sakura, Kiba, Naruto e Hinata Hyuga discutono su come potrebbe essere il viso di Shino. "Parli del diavolo e spuntan le corna", ed ecco che arriva Shino davanti ai quattro amici dove si scopre il volto e ne escono gli insetti.

## Storia
Shino è un membro del Clan Aburame. Viene allenato da suo padre Shibi e, come tutti i membri del suo clan, dopo la nascita gli vengono inseriti nel corpo degli insetti parassiti. In seguito alla sua promozione al rango di Genin, Shino entra nel Team 8 capitanato da Kurenai, insieme a Kiba e Hinata Hyuga.
Dopo alcune missioni, Shino partecipa con il gruppo agli esami di selezione dei Chunin, dove riesce a qualificarsi per i preliminari della terza prova. Qui affronta Zaku Abumi il quale, sottovalutandolo, viene facilmente sconfitto dagli insetti di Shino.
Successivamente viene sorteggiato per combattere contro Kankuro, ma in occasione dello scontro il ninja della Sabbia decide di ritirarsi. Durante l'invasione della Foglia da parte della Sabbia e del Suono, Shino decide di combattere contro Kankuro; così facendo facilita Sasuke nell'inseguimento di Gaara. Alla fine, lo scontro si conclude in parità, visto che Kankuro riesce ad avvelenarlo e Shino ordinerà ai suoi insetti di raggiungere il ninja della sabbia e di sconfiggerlo. In seguito, Shino viene soccorso da suo padre Shibi che, usando i suoi insetti, estrae il veleno dal suo corpo. Dopo l'attacco al Villaggio della Foglia da parte di Orochimaru e dei ninja della Sabbia, Shino parte in una missione con suo padre, e quindi non partecipa allo scontro con il Quartetto del Suono.
Shino parte alla ricerca di Sasuke e di suo fratello Itachi, ma la missione fallisce a causa dell'intervento di Tobi. In questa occasione, Shino prende parte direttamente allo scontro con il membro di Alba sfruttando il fatto che gli insetti, muovendosi in tutte e tre le dimensioni, possono essere una buona arma per attaccare un nemico che predilige il combattimento a distanza. All'inizio il piano sembra funzionare, in quanto Shino avverte un assorbimento di chakra da parte dei suoi insetti, ma Tobi riesce misteriosamente a sfuggire anche a questo attacco.
Shino, durante l'attacco di Pain, affronta Konan insieme a suo padre, Muta Aburame e un altro membro del clan. Tuttavia lo scontro non prosegue visto che Konan si ritira.
Durante i preparativi per la quarta grande guerra ninja, Shino viene reclutato nella Quinta divisione, comandata da Mifune. Insieme ai suoi compagni affronta l'esercito degli Zetsu bianchi. In seguito raggiungerà assieme a tutta l'alleanza ninja Kakashi, Naruto, Gai e Killer Bee impegnati contro Madara e Tobi che si rivelerà essere Obito Uchiha. Shino si trova a fronteggiare i due Uchiha assieme al resto dell'alleanza restando però nelle retrovie dello scontro tenendosi a distanza e non partecipando dunque direttamente alla lotta. Sarà tra i tanti che rimarranno intrappolati nello Tsukuyomi Infinito nello svolgimento della battaglia finale.
Nell'epilogo, diventerà il maestro dell'accademia ninja, frequentata dai figli di tutti i suoi vecchi compagni della Foglia.

## Capacità ninja
Shino, come tutto il suo clan, riesce a collaborare con gli insetti, ed entrambi ne ricavano vantaggio. Infatti gli insetti si nutrono del chakra (energia vitale) di Shino e quest'ultimo trae vantaggi da questi insetti in battaglia inviandoli a combattere al suo posto o per ispezionare il territorio circostante. Gli insetti di Shino, inoltre, hanno la capacità di assorbire il chakra dell'avversario, causando a quest'ultimo delle difficoltà nel combattimento o, addirittura, la morte. Shino e gli insetti sono persino in grado di comunicare tra di loro: ciò permette a Shino di ottenere informazioni dagli insetti. Inoltre può attaccando un insetto femmina all'avversario grazie agli insetti maschi può rintracciare il nemico. Entrambi eseguono molte tecniche insieme, come la moltiplicazione del corpo (il corpo è costituito da insetti), il muro di insetti, e l'assalto di insetti. Inoltre gli insetti di Shino hanno una capacità di adattamento straordinaria, riuscendo così ad opporsi ad avversari estremamente potenti. Una dimostrazione di tale capacità di adattamento è stato lo scontro con Guren, dove gli insetti di Shino riuscivano ad opporsi ad una tecnica potente come quella dell'Arte del Cristallo.